# Viharmadár-alakúak
A viharmadár-alakúak (Procellariiformes) a madarak (Aves) osztályának egyik rendje.
A viharmadár-alakúak és a pingvinalakúak (Sphenisciformes) alkotják az úgynevezett Austrodyptornithes csoportot.

## Előfordulásuk
Az óceánok lakói, minden szélességi öv alatt, a sarki tájakig.

## Megjelenésük
Csőrük többé-kevésbé hosszú, egyenes, oldalt kissé lapított, mélyen barázdált, hegye kampós. Fő jellemvonásuk, amiben minden madártól eltérnek, hogy orrnyílásuk előtt a felső csőrkáva élén, ritkán oldalán egyenes, cső alakú, szarunemű nyúlványt viselnek. Úszóhártyákkal összekötött három elülső ujjuk körül a külső ugyanolyan hosszú, mint a belső; hátsó ujjuk, ha nem hiányzik, gyengén fejlett.

## Életmódjuk
A nyilt tengeren halakkal és egyéb tengeri állatokkal táplálkoznak.

## Szaporodásuk
Magányos szigeteken, szirteken költenek.

## Rendszerezés
A rendbe az alábbi 4 recens és 1 fosszilis család tartozik:
- albatroszfélék (Diomedeidae) Gray, 1840
  - 4 nem és 23 vagy talán csak 21 faj tartozik a családhoz (attól függ kinek a rendszerezését figyeljük) – nagyon nagy testű madarak. A csőrük nagy és horgas. A lábaik erősek, emiatt jól mozognak a talajon.[2]

Szürkefejű albatrosz
- viharfecskefélék (Hydrobatidae) Mathews, 1912
  - 8 nem és 25 faj tartozik a családhoz – a renden belül a legkisebb madarak. Állandóan verdesnek a szárnyaikkal. Lábaik hosszabbak, azonban gyengék. Többségük háti része sötét, míg alsó része fehér.[3]

Fehérarcú viharfecske
- bukó viharmadárfélék (Pelecanoididae) G.R. Gray, 1871
  - 1 nem és 4 faj tartozik a családhoz – kisméretű madarak, rövid csőrrel és lábakkal. A hullámok fölött röpködnek, mielőtt a vízbe bukjanak.[4]

Perui bukóhojsza
- viharmadárfélék (Procellariidae) Leach, 1820
  - 15 nem és 88 recens faj tartozik a családhoz – a renden belül igen változatos csoportot alkotnak, főleg kis és közepes méretű madarak tartoznak ide, azonban az óriáshojsza is része e családnak. A két óriáshojszafaj kivételével a többiek lábai eléggé gyengék, emiatt nagyon esetlenek a talajon. Mindegyikük gyors repülő.[5]

Nagy vészmadár
- †Diomedeoididae Fischer, 1985
  - 1 nem és 3 faj tartozik a családhoz – kora oligocén és kora miocén között éltek; a csőrük keskeny, a lábfejeik, főleg a negyedik ujjaknál eléggé szélesek voltak.[6]

Diomedeoides brodkorbi

Korábban, a Sibley–Ahlquist-féle madárrendszertan szerint ezeket a madarakat a gólyaalakúak (Ciconiiformes) rendjébe sorolták. Ez a rendszertani besorolás később tévesnek bizonyult, azonban a viharmadár-alakúak közeli rokonsága a pingvinalakúakkal (Sphenisciformes) és a búváralakúakkal (Gaviiformes) az új átrendezés után is megmaradt. A 2014-ben végzett alaktani- és DNS-vizsgálatok szerint a viharmadár-alakúaknak a legközelebbi rokonaik a pingvinalakúak; ez a két testvértaxon körülbelül 60 millió évvel ezelőtt válhatott szét.
A rend négy recens családjába 125 faj tartozik, ezek mellé egy fosszilis család is besorolható.
A viharfecskefélék két alcsaládját, azaz az Oceanitinae-t és a Hydrobatinae-t talán jobb lenne külön-külön családként kezelni. A viharmadár-alakúak eddigi hagyományos rendszerezése meglehet, hogy nem tükrözi e rend igazi törzsfejlődését (philogenesis). Hiszen a viharfecskefélék családján belül két különböző klád van; továbbá minden csőrkávás faj az albatroszok kládjába tartozik. A bukó viharmadárfélék egy klád, amely azonban a nagyobb igazi viharmadarak nevű klád része, ebbe pedig a Pterodroma nembéliek is beletartoznak. A legtöbb megkövesedett maradvány, köztük a belgiumi oligocén korból származó Tydea septentrionalis, a modern csőrkávásokra hasonlít.
A DNS-vizsgálat, mely a közös őst volt hivatott megtalálni, rámutatott arra, hogy e madárrend milyen összetett és változékony rendszerezésű. Az Amerikai Egyesült Államokbeli Louisianában is levő London Clay nevű rétegben, rábukkantak egy eocén kori maradványra, mely igen hasonlít a mai viharmadarakra. A bukó viharmadárfélék, mint család már a miocénben is léteztek, erre a bizonyíték a Pelecanoides miokuaka nevű madár, melyet 2007-ben fedeztek fel. A kövületek többsége a fosszilis Diomedeoididae családhoz tartozik; ezeknek az ősmadaraknak a maradványait Közép-Európában, illetve Iránban találták meg.

### Fordítás
- Ez a szócikk részben vagy egészben  a   Procellariiformes című angol Wikipédia-szócikk ezen változatának fordításán alapul.  Az eredeti cikk szerkesztőit annak laptörténete sorolja fel. Ez a jelzés csupán a megfogalmazás eredetét és a szerzői jogokat jelzi, nem szolgál a cikkben szereplő információk forrásmegjelöléseként.